# Miksa Falk

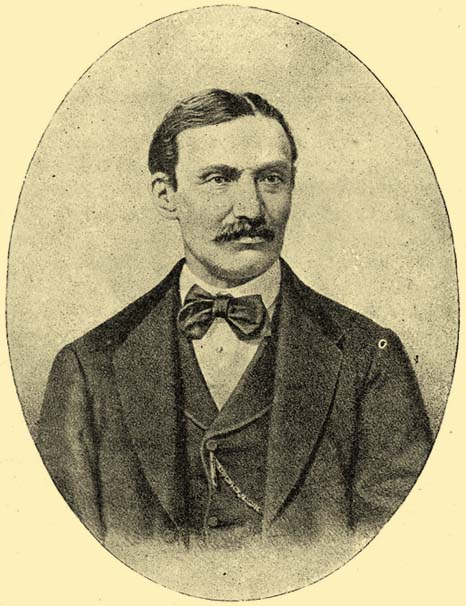
Miksa Falk.

Miksa (Maximilian) Falk, född den 7 oktober 1828 i Pest, död den 10 september 1908 i Budapest, var en ungersk publicist och politiker. 
Falk blev 1848 medarbetare i flera radikala Wientidningar, trädde mot 1850-talets slut i förbindelse med Ferenc Deák och var ivrigt verksam för åstadkommandet av 1867 års statsrättsliga uppgörelse mellan Österrike och Ungern. År 1868 blev han huvudredaktör för "Pester Lloyd" och spelade som moderatliberal ledamot av ungerska riksdagen 1869–1906 en framstående roll, framför allt vid delegationernas behandling av utrikes ärenden. Falk, som 1866–1867 var kejsarinnan Elisabets lärare i ungersk litteratur, utgav bland annat Erinnerungen an Königin Elisabeth (1898) samt tids- och karaktärsbilder (på ungerska, 1901).